# Arturo Issel

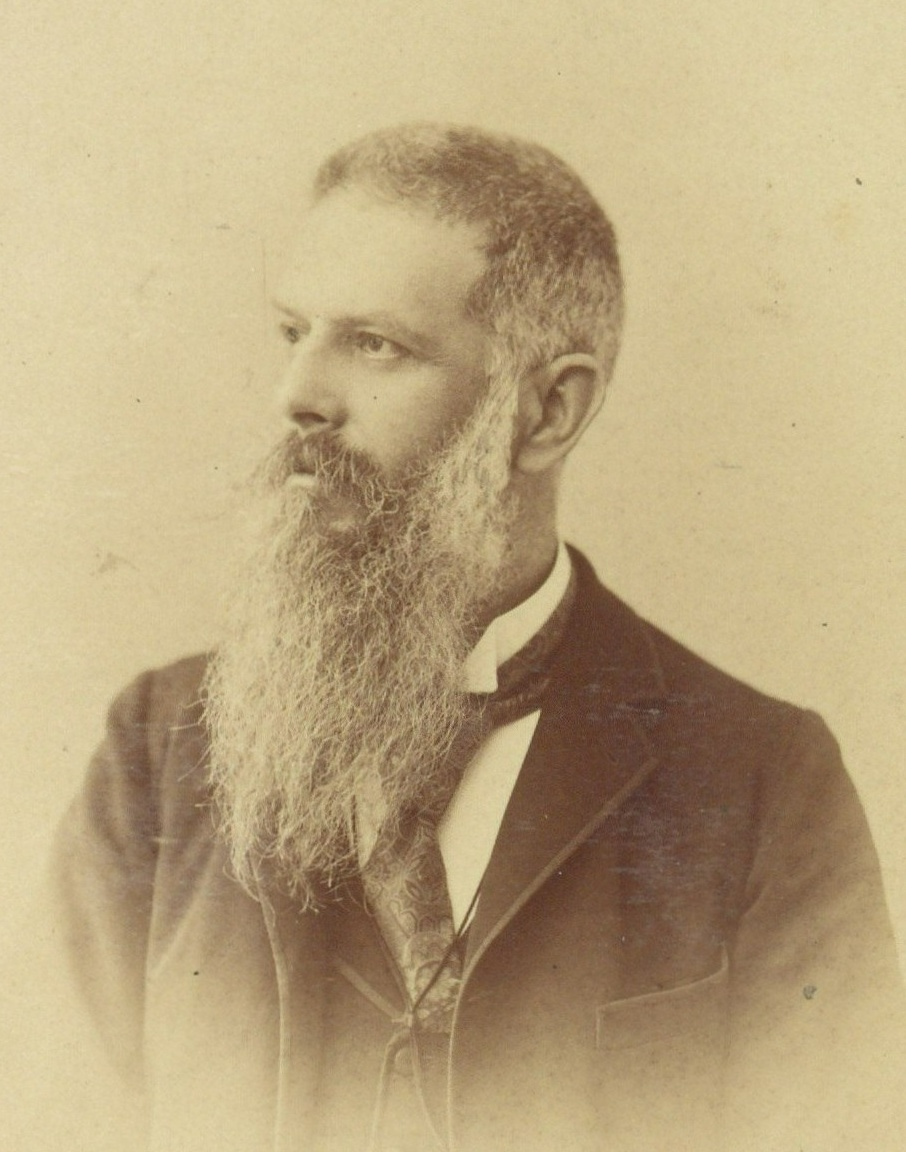
Arturo Issel

Arturo Issel (* 11. April 1842 in Genua; † 27. November 1922 ebenda) ist ein italienischer Geologe, Paläontologe, Prähistoriker und Malakologe.

## Leben
Issel studierte in Pisa mit dem Laurea-Abschluss 1862 mit Auszeichnung und wurde 1866 Professor für Mineralogie und Geologie an der Universität Genua Ab 1876 hatte er eine ordentliche Professur und 1892 gab er die Professur für Mineralogie ab und behielt den Geologielehrstuhl. 1917 wurde er pensioniert.
Er unternahm erste Ausgrabungen in der Höhle Arene Candide und steht am Anfang der archäologischen Erforschung der Vorgeschichte in Ligurien. Im zeitgenössischen Umfeld gab es damals eine Debatte um die Funde vorsintflutlicher Menschen (Debatte um die Funde von Moulin Quignon bei Abbeville durch Jacques Boucher de Perthes 1863). Issel unterstützte die These einer vorsintflutlichen Existenz des Menschen.
1865 veröffentlichte er eine Abhandlung (nur in 50 Exemplaren in Genua gedruckt) zur Unterstützung der Evolutionstheorie von Charles Darwin. Ebenfalls 1865 war er zwei Monate in Ägypten zu Ausgrabungen am im Bau befindlichen Suezkanal und zoologischen Forschungen, die zu einer Veröffentlichung über Mollusken im Roten Meer führten. 1870 folgte eine weitere Expedition ins Rote Meer mit anderen italienischen Wissenschaftlern (Orazio Antinori, Odoardo Beccari) bis zur Küste Äthiopiens. Andere Expeditionen führten ihn in den Mittelmeerraum (zum Beispiel 1865 in der Höhle Għar Dalam auf Malta, wo er prähistorische menschliche Überreste fand). Er sammelte für das Geologische Museum der Universität in Genua, dessen Direktor er 1891 wurde.
1867 besuchte er die Konferenz zur Vorgeschichte während Weltausstellung in Paris, in der der Öffentlichkeit erstmals altsteinzeitliche Artefakte präsentiert wurden.
1874 veröffentlichte er über die Mollusken von Borneo. Er untersuchte Erdbeben in Ligurien, befasste sich mit Vulkanologie und erstellte mit D. Zaccagna und L. Mazzuoli eine geologische Karte der ligurischen Küste und der Seealpen (erschienen 1887) und mit S. Squinabol von Ligurien und dessen Nachbargebieten (1891). 1892 veröffentlichte er sein Hauptwerk Liguria geologica e preistorica und 1896/97 ein Geologie-Lehrbuch (Compendio di geologia, 2 Bände, Turin).
1914 führte er das Tyrrhenische Stadium des Pleistozän für den Mittelmeerraum ein.
1891 war er Präsident der italienischen geologischen Gesellschaft und 1921/22 der Società Ligure di Storia Patria.
Sein Sohn Raffaele Issel (1878–1936) war Zoologie-Professor in Genua.
Zwei unterseeische Strukturen im Tyrrhenischen Meer sind nach ihm benannt.